# 靈芝珊瑚
靈芝珊瑚（学名：Lithophyllon edwardsi）为蕈珊瑚科靈芝珊瑚屬下的一个种。